# Albaredo Arnaboldi
Albaredo (Albaréd in dialetto oltrepadano) è una frazione geografica di 225 abitanti del comune di Campospinoso Albaredo in Lombardia. Si trova nella pianura dell'Oltrepò Pavese, a breve distanza dalla riva destra del Po, tra le confluenze dei torrenti Versa e Scuropasso.
Albaredo è stato fin dal medioevo un comune della provincia di Pavia, denominato Albaredo Arnaboldi dal 1863. Il 17 novembre 2023, il comune di Albaredo Arnaboldi è stato soppresso per essere incorporato nel comune di Campospinoso, che ha assunto contestualmente la denominazione di Campospinoso Albaredo. L'abitato di Albaredo è composto da due nuclei, di cui il principale, Casenuove, fu sempre incluso nel comune di Campospinoso, mentre nel comune di Albaredo Arnaboldi si trovava il nucleo minore, detto Casebasse.

## Storia
La storia di Albaredo appare molto complessa a causa delle variazioni del corso del Po. Il luogo è noto fin dal 973, quando vi aveva dei beni il monastero di San Pietro in Ciel d'Oro di Pavia. Fino al XVI secolo si trovava più a nord, ma comunque nell'Oltrepò, dato che il Po stesso correva più a nord. A una data imprecisata, nel XVII secolo, il fiume si spostò più a sud, separando in due parti le terre di Albaredo: il vecchio sito, destinato a rapida decadenza, era ora a nord del fiume, e nel 1751 risulta inserito nella Campagna Sottana pavese; un nuovo paese, sorto al limite meridionale del vecchio territorio comunale, era detto Albaredo dell'Ardino, e restava nell'Oltrepò. Quest'ultimo è divenuto il paese attuale. Probabilmente Albaredo apparteneva nel medioevo ai Sannazzaro del ramo dei signori di Cigognola; certo è che rimase sempre unito al feudo di Cigognola (nonostante la distanza tra i due centri, i cui territori non sono contigui) nei successivi passaggi ai Visconti Scaramuzza, ai D'Adda e ai Barbiano di Belgioioso.
In epoca napoleonica, con l’annessione dell’Oltrepò pavese alla Francia, al comune di Albaredo furono uniti i soppressi comuni di Baselica e di Lago de Porci, già strettamente legati ad Albaredo dalla comune parrocchia di Baselica.
- Basélica, noto fin dal XII secolo, ebbe una grande importanza dal punto di vista ecclesiastico, essendo la maggiore pieve della diocesi di Pavia nell'Oltrepò, da cui dipendeva anche Stradella. Era detto anche Baselica Stefanone. Era compreso nel feudo di Broni, tenuto dai Beccaria fino al 1536 e successivamente dagli Arrigoni di Milano fino alla fine del feudalesimo 1797.
- Lago de Porci era un antico possesso del priorato cluniacense di San Maiolo di Pavia, così come San Re (Barbianello), e anch'esso fece parte della dotazione iniziale del Collegio Borromeo di Pavia. Apparteneva anch'esso al feudo di Broni.

Il territorio di Albaredo apparteneva quasi per intero ai suoi feudatari, e dopo l'abolizione del feudalesimo l'immensa tenuta fu acquistata dall'avvocato Pompeo Gazzaniga, finanziatore della campagna di Napoleone in Italia, e giunse per eredità agli Arnaboldi-Gazzaniga in quanto la figlia sposò nel 1863 il Conte Bernardo Arnaboldi, senatore del Regno; in suo onore il cognome fu unito al nome del comune.
Nel 1928 il comune di Albaredo Arnaboldi fu soppresso e insieme a Campospinoso formò il comune di Campospinoso Albaredo; nel 1948 fu ricostituito il singolo comune. Nel 1961 venne rettificato il confine con Belgioioso. Insieme con il confinante comune di Campospinoso, in data 9 agosto 2000 era stata costituita l'Unione Campospinoso Albaredo, un ente locale a tutti gli effetti, divenuta operativa nel settembre 2000, che aveva il compito di gestire le funzioni che i comuni decidevano di trasferirle.
Il 20 novembre 2022, nei comuni di Albaredo Arnaboldi e del già citato Campospinoso, si è tenuto un referendum relativo alla fusione  dei due paesi che ha visto il 94% dei votanti esprimersi con esito favorevole. Come conseguenza, dopo l'approvazione del consiglio regionale, il 18 novembre 2023 Campospinoso ha annesso Albaredo ricreando il comune di Campospinoso Albaredo, già precedentemente esistito dal 1928 al 1948.

### Simboli
Lo stemma e il gonfalone sono stati concessi con decreto del presidente della Repubblica del 14 ottobre 1998.
Il gonfalone era un drappo partito di rosso e di verde.

## Monumenti e luoghi di interesse
- Oratorio di Lago dei Porci

## Società

### Evoluzione demografica
- 300 ab. nel 1751
- 603 ab. nel 1818
- 594 ab. nel 1859[7]

Abitanti censiti

## Amministrazione
Il Sindaco della città fino al 2023 fu Francesco Preda.